# Festspelen i Salzburg

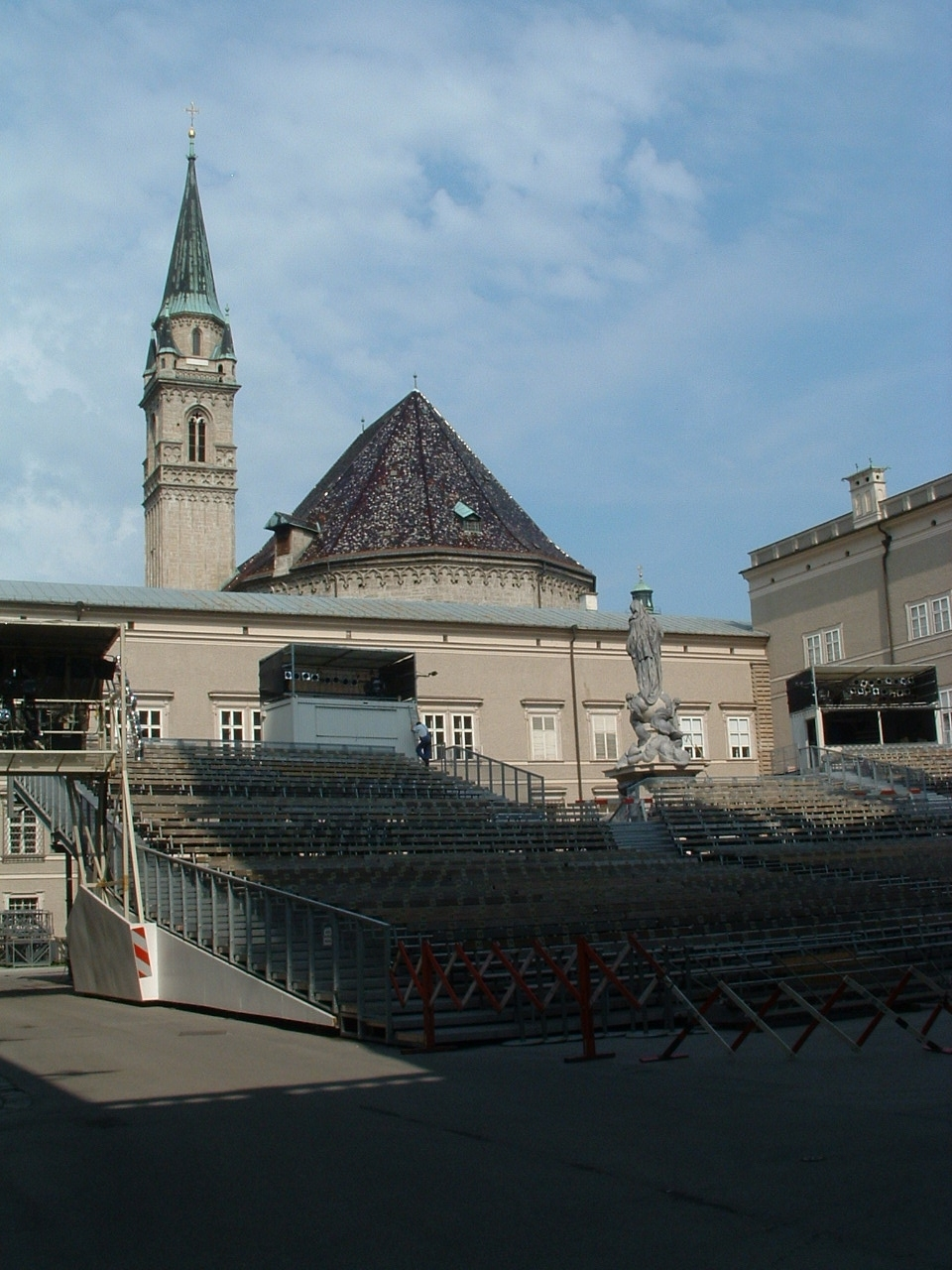
Domplatz i Salzburg, scenen där Jedermann spelas.

Festspelen i Salzburg (tyska: Salzburger Festspiele) äger rum varje sommar i Salzburg, Österrike sedan 1920.

## Historik
Föregångare var (sedan 1877, med viss oregelbundenhet) den Internationella musikfesten i Salzburg (Internationalen Musikfeste in Salzburg). Vid invigningen av festspelen visas traditionellt Hugo von Hofmannsthals Jedermann (Envar) vars iscensättning av Max Reinhardt visades den 22 augusti 1920 på Domplatz vid de första festspelens invigning.
Förutom de egentliga festspelen arrangeras också särskilda festspel vid påsken (Påskfestspelen). Initiativet till dessa togs av Herbert von Karajan och de äger rum årligen sedan dess. Utöver dessa tillkom också Pingstfestspelen som efter Karajans död helt ägnas barockmusik. Sedan 2007 tillägnas pingstfestspelen neapolitanska tonsättare och Riccardo Muti fungerar som konstnärlig ledare.
Förutom Reinhardt och Hofmannsthal har personerna bakom festspelen huvudsakligen varit tonsättaren Richard Strauss, dirigenten och hovoperadirektören Franz Schalk, samt scenografen Alfred Roller.
Vid festspelen 1921 spelades vid sidan av Jedermann först huvudsakligen kammarmusik och orkestermusik. 1922 tillkom, förutom teatern och konserterna, fyra operor av Mozart varvid festspelskonceptet väsentligt förändrades. År 1922 användes Hovstallskasernerna som provisorisk festspelsarena (Festspielhaus) och ett samarbete med radion inleddes.
1926 tillkom fältrittskolan som den andra konsertarenan och arkitekten Clemens Holzmeister byggde först om Festspielhaus och under 1930-talet följde ytterligare ombyggnader. Vid 1928 års festspel tillkom den logotyp och festspelsaffisch som fortfarande används.
Sedan 1936 finns också en festspelsfanfar, komponerad av Joseph Messner, som också används som signaturmelodi i radion.
Genom åren utvecklades och utökades festivalen fram till nazitiden och Österrikes ”Anschluss” i mars 1938. Anschluss fick allvarliga följder för festspelen. Jedermann fick tas bort från programmet och artister förbjöds att framträda eller gick i exil.
Vid andra världskrigets utbrott blev programutbudet väsentligt smalare och 1944 förbjöds alla festspel i det tyska riket. 1945 kunde festspelen återupptas, men ett mycket magert program presenterades. Jedermann kunde åter spelas och har sedan dess återkommit årligen. Betydande artister som under nazitiden inte var önskvärda kunde åter engageras. Bland dessa fanns Georg Solti och Rolf Liebermann. Vidare byggdes Festpielhaus åter om och befriades från de nazisymboler som tidigare införts.
Festspelens senare historia präglades framför allt av två personligheter: dirigenten Herbert von Karajan (1960-1989) och den belgiske intendenten Gérard Mortier (1990-2001). Karajans tid nådde på grund av hans diktatoriska ledarstil högsta musikaliska kvalitet och många internationella stjärnor engagerades, vilket dock mot slutet av hans era ledde till en viss konstnärlig stagnation. Det blev Mortiers uppgift att öppna festspelen för nya konstnärliga uttryck och strömningar och talteatern gavs åter större tyngd och utrymme.
Mortiers efterföljare blev Peter Ruzicka (2202-2006) och sedan 2007 är regissören Jürgen Flimm intendent.
Till öppningen av festspelen har sedan 1964 prominenta festtalare inbjudits.

## Lista över festtalare
- 2004 István Szabó
- 2003 Andrei Plesu
- 2002 Peter Ruzicka
- 2001 Peter Sloterdijk: "Tau von den Bermudas"
- 2000 Jakob Kellenberger: "Friede ist das Ergebnis harter Arbeit"
- 1999 Barbara Frischmuth: "Das Heimliche und das Unheimliche"
- 1998 Kardinal Franz König: "Europa braucht ein neues geistiges Antlitz"
- 1997 Christoph Ransmayr: "Die dritte Luft oder Eine Bühne am Meer"
- 1996 Claudio Magris: "Utopie und Entzauberung"
- 1995 Nikolaus Harnoncourt: "Was ist Wahrheit? oder Zeitgeist und Mode"
- 1994 George Steiner: "Der Europa-Mythos"
- 1993 Árpád Göncz
- 1992 Der 14. Dalai Lama: "Menschliches Mitgefühl und universelle Verantwortung: Eine Grundlage des Gücks und des Friedens"
- 1991 Wolfgang Rihm: "Was 'sagt' Musik?"
- 1990 Václav Havel: "Die Posie ist zu Ende"
- 1989 Maurice Schumann: "1789-1791. Vom aufsteigenden Licht einer Revolution zum Erlöschen eines Genies"
- 1988 Péter Hanák: "Schöpferische Kraft und Pluralität in der mitteleuropäischen Kunst"
- 1987 Kurt Hübner: "Festspiele als mythisches Ereignis"
- 1986 Clemens-August Andreae: "Kunstwerke zwischen Ästhetik und Ökonomik"
- 1985 Jeanne Hersch: "Der Widerspruch in der Musik"
- 1984 Gerd Bacher: "Die Beifallsgesellschaft und ihre Medien"
- 1983 Leo Gabriel: "Sprache und Gespräch – Schöpferische Weltgestaltung"
- 1982 Hermann Josef Abs: "Mäzenatentum als Verpflichtung und Beglückung"
- 1981 Hans-Georg Gadamer: "Das Alte und das Neue"
- 1980 Wolfgang Hildesheimer: "Was sagt Musik aus?"
- 1979 Sir Karl Popper: "Schöpferische Selbstkritik in Wissenschaft und Kunst"
- 1978 Josef Klaus: "Salzburger Weltoffenheit"
- 1977 Leopold Sedar Senghor: "Österreich als Ausdruck der Weltkultur"
- 1976 Heinz Politzer: "Musikerlöste Dämonie"
- 1975 Carl Friedrich von Weizsäcker: "Die geheimnisvolle Wirklichkeit des Schönen"
- 1974 Oscar Fritz Schuh
- 1973 Giorgio Strehler: "Max Reinhardt und heute"
- 1972 Eugène Ionesco: "Die bedrohte Kultur"
- 1971 Helmuth Plessner: "Das Geheimnis des Schauspielers"
- 1970 Carl Zuckmayer: "Über die musische Bestimmung des Menschen"
- 1969 Pietro Quaroni: "Festspiele und Massenmedien"
- 1968 W.H. Auden: "Worte und Noten"
- 1967 Bernhard Paumgartner: "Die Aufgabe Salzburgs"
- 1966 Clemens Holzmeister: "Das Bauwerk der Salzburger Festspiele"
- 1965 Gabriel Marcel: "Die Musik als Heimat der Seele"
- 1964 Salvador de Madariaga: "Lob Salzburgs"

## Spelplatser
- Stora festspelshuset (Großes Festspielhaus)
- Tidigare Lilla festspelshuset (Kleines Festspielhaus), sedan 2006: Mozarthuset (Haus für Mozart)
- Fältrittskolan (Felsenreitschule)
- Domkyrkoplatsen (Domplatz)
- Residensplatsen (Residenzhof)
- Salzburgs landestheater (Salzburger Landestheater)
- Mozarteums stora sal
- Perner-Insel (i Hallein)

## Filmografi
- The Salzburg Festival, Dokumentärfilm 2006, Regi: Tony Palmer